# Energía eólica en Croacia

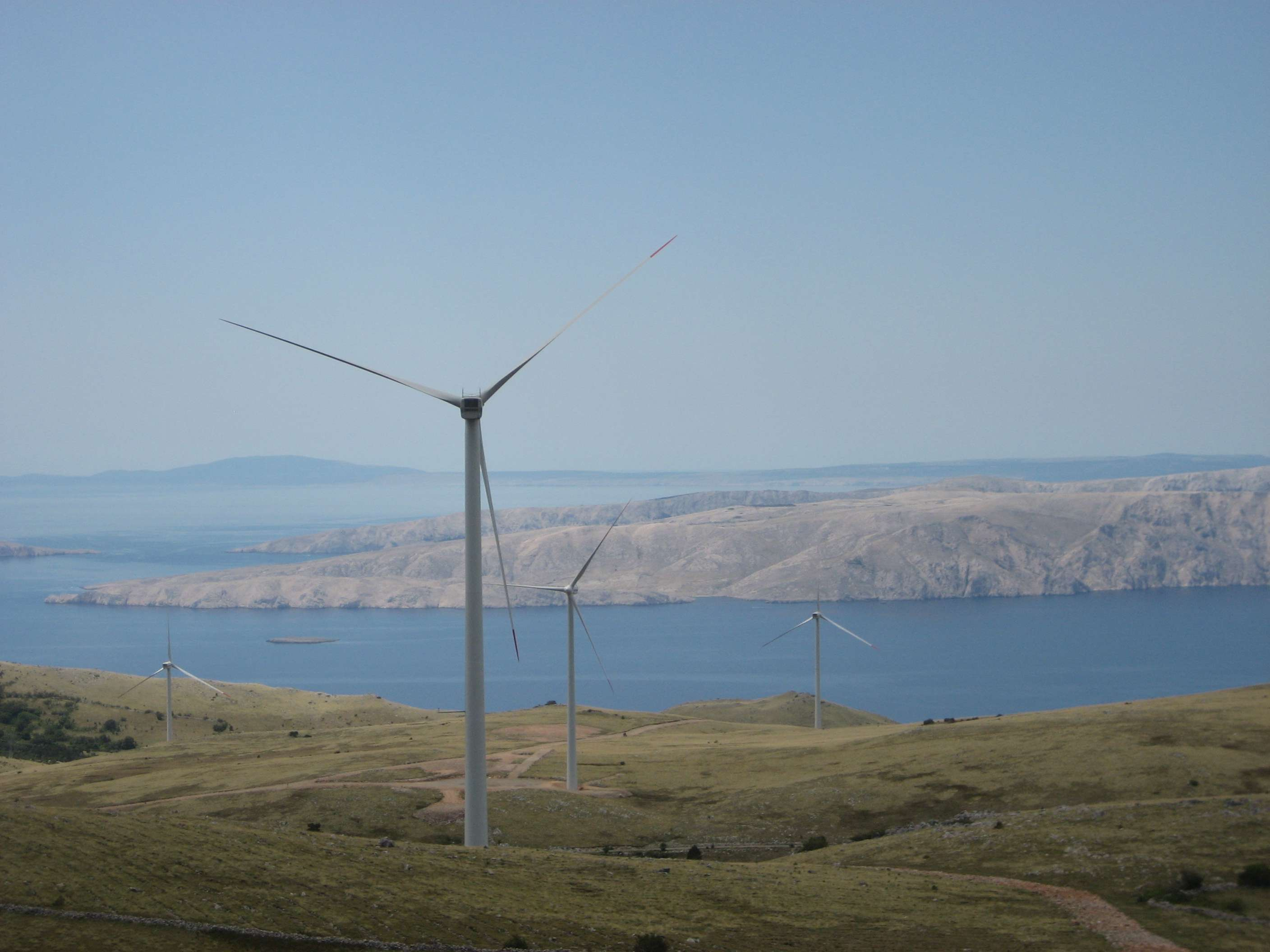
Parque eólico cerca de Senj, Croacia

La energía eólica en Croacia ha estado creciendo desde que el primer parque eólico se instaló en el país en 2004. En diciembre de 2010 la potencia eólica acumulada es de 69,8.   MW.
El primer parque eólico se instaló en la isla de Pag en 2004. En 2006 se abrió otra granja cerca de Šibenik . El 1 de julio de 2007, el gobierno croata promulgó cinco estatutos sobre incentivos a la generación de electricidad a partir de recursos renovables, incluidas las tarifas de alimentación .
El mayor desarrollador local de energía eólica es Adria Wind Power Archivado el 10 de abril de 2019 en Wayback Machine. . 
Actualmente en Croacia hay un total de 204 aerogeneradores que generan un total de 207.1   MW o energía eléctrica, pero con las nuevas turbinas en funcionamiento todo el tiempo, se espera que a principios de 2014 la potencia total instalada alcance los 320   MW, y con 960 aerogeneradores adicionales en construcción en Croacia o por unirse a la red nacional de energía, Croacia podría generar más de 1   GW de energía eléctrica solo del viento a finales de 2015. A principios de 2013, Croacia genera alrededor del 15,8% de energía renovable, el Gobierno espera que Croacia pueda generar alrededor del 20% de energía renovable a partir de la energía eólica y solar para 2020 y ha adoptado una nueva estrategia para lograr ese objetivo. Para finales de 2014, se espera que la energía renovable en Croacia genere alrededor de 527MW a partir de la energía eólica y solar solo o alrededor del 20% de todo el consumo de energía de fuente de energía renovable, alcanzando el objetivo de la UE para energía renovable para 2020 y lo supere por un amplio margen para 2020. Con la tasa actual de crecimiento y las inversiones planificadas durante el próximo período de 5 a 7 años, la energía generada por energía eólica y solar debería alcanzar fácilmente el 40% del consumo total de energía en Croacia, con un 50% de probabilidad máxima, alcanzando los objetivos establecidos por Alemania, Suecia, Noruega y Dinamarca., Finlandia y Austria. 